# Natrolit

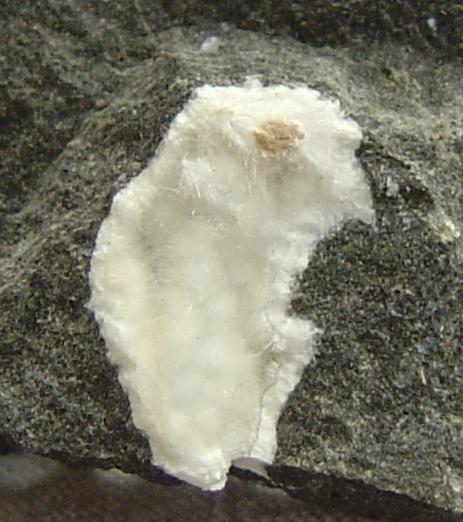
natrolit

Natrolit – minerał z gromady krzemianów, zaliczany do grupy zeolitów. Należy do grupy minerałów pospolitych.
Nazwa pochodzi od łac. natrium = sód i lithos = kamień (skała), nawiązuje do składu chemicznego tego minerału (pierwiastek sód pełni w nim bardzo istotną rolę). 

## Właściwości[1]
- Wzór chemiczny: Na
2[Al
2Si
3O
10]·2H
2O – uwodniony glinokrzemian sodu
- Układ krystalograficzny: rombowy, pseudotetragonalny
- Twardość: 5–5,5 w skali Mohsa
- Gęstość: 2,2–2,26 g/cm3
- Rysa: biała
- Barwa: biała, szara, niebieskawa, żółtawa, różowa
- Przełam: nierówny
- Połysk: szklisty do perlistego
- Łupliwość: doskonała

Zazwyczaj tworzy mocno wydłużone kryształy słupkowe, pręcikowe lub igiełkowe. Niektóre z nich mogą być zakończone piramidą. Ściany kryształów często wykazują podłużne prążkowanie. Jest kruchy, przezroczysty o zróżnicowanym połysku.

## Występowanie
Produkt procesów hydrotermalnych, spotykany w pęcherzach pogazowych i szczelinach bazaltów, melafirów, w druzach sjenitów nefelinowych i w pegmatytach. Współwystępuje z phillipsytem, analcymem, chabazytem. 
Miejsca występowania: Kanada, Indie, Islandia, Niemcy, USA, Francja, Włochy.
W Polsce bywa spotykany w bazaltach w woj. opolskim, w cieszynitach okolic Cieszyna i Bielska-Białej, w serpentynitach Przedgórza Sudeckiego.